# Dicoryphus furvus
Dicoryphus furvus is een hooiwagen uit de familie Assamiidae.